# Сборная Ниуэ по футболу
Сборная Ниуэ по футболу (англ. Niue national soccer team) — футбольная команда, представляющая Ниуэ в международных встречах и контролируемая Футбольной ассоциацией Ниуэ. Ниуэ не является членом ФИФА, но является ассоциированным членом Конфедерации футбола Океании с 1986 года. В отборочных играх к чемпионату мира и в Кубке наций ОФК участия не принимает. Сборная собиралась лишь один раз — в 1983 году для участия в футбольном турнире Тихоокеанских игр.

## Турниры

### Кубок Тихоокеанских игр 1983
В первый и пока последний раз сборная Ниуэ была собрана в 1983 году для участия в кубке тихоокеанских игр стран Океании, но проиграла в первом раунде, заняв в итоге последнее 11-е место.

## Все международные матчи
| Дата            | Место проведения |      | Противник            | Счет |
| --------------- | ---------------- | ---- | -------------------- | ---- |
| 2 сентября 1983 | Апиа, Самоа      | Ниуэ | Таити                | 0:14 |
| 1 сентября 1983 | Апиа, Самоа      | Ниуэ | Папуа — Новая Гвинея | 0:19 |